# 超人力霸王傑克
《归来的奥特曼》（日語：帰ってきたウルトラマン），是由圓谷製作製作的特攝電視劇，於1971年4月2日至1972年3月31日期間，每周五晚间19：00至19：30在日本TBS電視台播出，全51話。
本作品是圓谷製作自《超異象之謎》以来的超人力霸王系列的第三部作品，也是自1970年圆谷製作创始人圓谷英二辞世后的首部超人力霸王系列相关作品。

## 概要
本作品的製作背景，是根據1970年重新播出的前三部作品《超異象之謎》、《超人力霸王》和《超人七號》獲得良好的收視率高，富士電視出版（後來繼承為萬創有限公司）的「立體書」等相關書籍、玩具製造商布爾馬克推出的人物模型銷售良好的相關商品，以及《超級格鬥》（1970年）的良好反響。
作品企劃始於1969年4月28日發行的企劃書《特攝怪獸系列/續超人力霸王（特撮怪獣シリーズ/続ウルトラマン）》。此時，超人力霸王和MAT對抗復活的怪獸的基本路線已經確立。同一企劃書描述超人力霸王在約30年後返回地球的設定。到目前為止，該企劃書只有前三集，其中介紹了從科學特搜隊引退很久的村松隊長和早田進，以及與超人力霸王合體的主角晩日出輝（バン・ヒデキ）通過貝塔膠囊變身等，這表現出了強烈第一代超人力霸王的意識。
最初，該作品採用第一代的超人力霸王回歸的設定，所以標題為《回歸的超人力霸王（帰って来たウルトラマン）》。但考慮到商品化的展開，贊助商認為應該把它設定為另一個角色，所以這個設定被否決了，最終變成了新的角色。據稱《回歸的超人力霸王》是由圓谷英二在去世前命名的。在最初的企劃書中，包含了在北海道門倉牧場工作的出輝，受到牧場主的子女薫、雅之姐弟的喜愛、以及通過特訓習得必殺技等要素。不過，出輝的存在被視為超人力霸王的臨時形態。
雖然這是企劃書的最終草稿，但最終《歸來的超人》的故事，則是由製片人橋本洋二和編劇上原正三決定的，此外，橋本、上原、熊谷健和圓谷一之間進行了多次討論，決定不採用強調超人力霸王力量的續作企劃案，而是採用橋本擅長的人類戲劇為主的故事，講述了獲得超人力霸王力量的不成熟年輕人，在MAT內摩擦中成長的故事。因此，決定推出的企劃拖延到了1970年末或1971年初。並於1971年2月6日開始拍攝，然而在1970年10月至11月期間進行準備的武田時段被取消後，該劇選定在TBS直接管理，由多個贊助商時段的星期五19點時段進行播映。

## 故事大綱

### 前言
世界各地不停的出现地壳变动和异常气象，一直在沉睡的怪兽甦醒了。
夢想成為一名賽車手的青年「鄉秀樹」為了保護沒來得及從怪獸塔貢逃跑的少年和小狗而失去性命。但是從M78星雲為了保護地球而來的新超人力霸王，因為鄉擁有勇氣的行動感動，與其一體化讓鄉再次甦醒。之後，鄉決定與各種威脅人類自由與幸福的敵人戰鬥，加入了怪獸攻擊隊MAT。帶著作為超越常人的奥特曼和人類鄉秀樹的雙重身份與怪獸和宇宙人戰鬥，在這段過程中不斷成長。

### 初期
《超人力霸王》的主角早田進，是被描述为完美的英雄形象，《超人七號》的諸星彈也没有多少描述过关于他的私人生活的演出。但是本作的主人公乡秀树是被设定成一个志愿成为赛车手的一般平民。代表他的平常生活面，如同家人一样的坂田兄妹也作为主要角色登场。并且，主角作为奥特曼因为对自己的力量感到骄傲自满，带着超能力因此与MAT的队友之间产生冲突，然后又强调了在日常时为了度过的困难而努力的地方。变身成奥特曼后时而也会因为跟怪兽苦战甚至输掉的情况也会出现。因为这样的作风，在之后被称为是“人类奥特曼”。
播放第一期超人力霸王系列的武田高峰，为了转换SF路线和怪奇路线改播放了《柔道一直线》这一作品。隐藏在当时的小孩里流行起运动精神热潮，因此本作品也加入了此要素。
当初如同之前提及，剧情是描述着乡的苦恼与成长的严肃剧情，與前兩部作品所打造的「近未來」「高科技」氛圍的世界觀相比，則採用當時1970年代初期真實日本的方式塑造，其中描述乡受到挫折和恢复再起的是第二话，而加入了运动精神要素的是第四话，在之后又制作出了《两大怪兽袭击东京》和《MAT的激突》这样在当时崭新又优秀的剧集，但是作为人气节目组的《超人力霸王》的续作，TBS对其收视率的水准期待数值十分高（TBS預估為可吸引30%的收视率），但是第一次收视率下来并没有达到期望的效果。原因是因为严肃的电视剧要素不能让小孩子们充分接受，然后因为预算问题战斗的场景基本上多数是在山里或郊外等地方，欠缺在都市里搞破坏的爽快感。

### 中期
看到这一情况的圆谷公司，立刻开始了问答调查、在连载有奥特曼相关的杂志。
学年志上展开了对读者的调查以及市场销售的调查，得到了希望强化超人力霸王和多让宇宙怪兽的登场的结果。从第18话的宇宙大怪兽贝蒙斯坦开始，大量的宇宙怪兽开始在剧中出现。并且，为了拯救奥特曼，前作的主角超人七號也登场，给与了超人手鐲。就这样，对超人力霸王这一角色的强化也成功。并且13、14话因为大海啸和龙卷风的这类镜头而被电影化，宣传了高度的特摄技术，在之后还有在当时人气极高的散打手澤村忠客串的27话以及采用了高中生粉丝（小林晋一郎）的原案的34话，都给作品的知名度提供了巨大的贡献。在製作費更耗費1話平均550萬日圓的規模。
在不断的强化这些方面的同时依然也强化了电视剧的一面，比如队长交换的第22话，描述内向的弱小少年觉醒与在旅行的南队员的过去互相交错的第25话，以及上原和東條昭平以日本社會議題的尖銳批評，包括工業發展的環境污染、種族歧視待遇而被視為「問題作」的第33话等，一部分受到评价高的作品被举出。特别是从31话到34话，因为正好与一个播放月相同，因此这一段的剧集被称作是“11月杰作群”。这个时期的收视率维持在20%左右。并且因为扮演坂田秋子的榊原留美因为要參與其他电视剧演出，要繼續穩定維持本作的演出檔期十分困难，因此在第37、38话里健和秋都以遭到納克尔星人所杀的方式从故事中消失，再加上初代奥特曼和奥特赛文的登场镜头，在这时的收视率达到了一个顶峰。榊原留美离开后，女主角由岩崎和子饰演的村野留美子继承。

### 后期
作为电视剧部分，描述乡的私生活的中心改为坂田家唯一幸存的次郎和代替次郎姐姐的邻居村野留美子。在特摄部分作为强化对策增加了怪兽及操纵它的宇宙人2个敌人同时登场的次数，在娱乐性也加强了。在这个时期的收视率是经常达到25%，是第二期超人力霸王系列保持最高收视率的时期。
第51话MAT基地被破坏，次郎和留美子被抓走，乡即超人力霸王与MAT陷入了最大的危机，但是最后超人力霸王战胜了过去打倒了初代奥特曼的最强怪兽杰顿。然后，乡跟次郎和留美子告别，作为奥特曼离开地球而揭下帷幕。
本座在历代客串的超人力霸王中最得到好评的，是从《超人力霸王》最终话里登场的佐菲为长兄开始的「超人兄弟」，这种从杂志设定里逆流到TV剧情中的现象。第51话百特星人嘴里所说的“超人兄弟”被明确使用，在续作的《超人力霸王衛司》里真正的将超人兄弟的设定运用起来。

## 製作

### 時代設定
本作中並沒有具體的年代設定。相較於前兩部作品大量使用非日常場所進行拍攝，並演出「近未來」和「無國籍」的場景，本作品的影像大多是在具有生活感的場所拍攝，意識到了與放映年代相同的1970年代初期日本。這是因為前兩部作品是以海外銷售為前提而製作的，本作品是純粹為日本國內觀眾製作。包括劇中出現的日期和第二次世界大戰的經歷等，可見將現實的日本與故事融合在一起的手法。此外，本作幾乎沒有對於海外國家的描寫，MAT在其他國家的分部只有少量對話中提及。
基於「超人兄弟」的設定，該作品的世界被認為與其他「超人力霸王系列」作品相連。但是，在劇中並未明確說明與前兩部作品有何關係，僅透過巴爾坦星人Jr.和傑頓的出現，以及第38集中早田進和諸星彈的客串以暗示前兩作的關聯。此外，在第51話中曾使用《超人力霸王》第39話中的影像，描繪了鄉在夢中看到初代超人力霸王和傑頓戰鬥的場景。
另一方面，如下文所述，《衛司》的第10話是本作品的續集，第12話則描繪了本作第26話發生的事件。此外，在《太郎》和《雷歐》中也出現了鄉的，因此昭和第二期系列普遍被明確視為同一個世界觀。

### 五大誓言
最終話中，鄉秀樹囑咐留美子照顧次郎之後，囑咐次郎若是以後要加入MAT隊，一定要遵守五大誓言 （日語：ウルトラ5つの誓い），分別為：
1. 不要空著肚子去上學（腹ペコのまま学校へ行かぬこと）
2. 好天氣時要曬床單與被子（天気のいい日に布団を干すこと）
3. 過馬路要注意來往車輛（道を歩く時には車に気を付けること）
4. 不要依賴別人的力量（他人の力を頼りにしないこと）
5. 光著腳在地上玩（土の上を裸足で走り回って遊ぶこと）

在後續作品《超人力霸王衛司》及《超人力霸王梅比斯》中都有沿用此設定。

### 製作人員

#### 導演
本作品中，導演選擇了與圓谷英二有深厚淵源，來自東寶的本多豬四郎執導第1和第2話，並為作品的開場奠定了基礎。本多還執導了第7、9和51話。
另外，東寶方也有筧正典和松林宗惠參與。此外，圓谷還積極招聘其他電影公司的導演，例如來自東映的冨田義治、佐伯孚治，來自日活的鍛冶升，國際放映的山際永三，TBS的真船禎。富田是在TBS製作人橋本洋二的請求下接受邀請，佐伯是因他執導的《江戶川亂步系列 明智小五郎》第25話《白晝夢 殺人金魚》得到圓谷製作人熊谷健的喜愛而被選中，筧、山際和真船三人在隨後第二期系列中擔任了主力導演。
來自圓谷製作的導演僅有東條昭平、第32話中作為主導演首次亮相的大木淳參與。然而，由於東條參與的第一部作品，即第33話《怪獸使者與少年》在TBS高層引起問題，他後來降級為助理導演，因此在本作品中，他只執導了33話。

#### 編劇
編劇團隊中，上原正三擔任51話中共20話的編劇。作品主要圍繞東京陷入危機的前後篇故事展開。然而，在坂田兄妹死亡後的情節中，除51話外，上原並沒有擔任任何一集編劇。市川森一在之後的《衛司》中擔任主編劇，雖然在本作品中只擔任6集，但他寫下了關鍵劇情，其中包括七號和新隊長的登場。上原和市川在當時也同時參與東映電視劇《假面騎士》的企劃。
此外，圓谷的田口成光在本作品中首次編寫6話的劇本。田口後來成為了《太郎》和《雷歐》的主編劇。宇宙人和與宇宙有關的故事主要由石堂淑朗擔任。他喜歡編寫獨特的故事，包括出現粗暴、性格上有問題的宇宙人入侵地球的情節，同時也擅長創作強調地方色彩、民間故事風格的劇情，本作品中擔任約9話的編劇。在此後，石堂積極參與了第二期昭和系列。
昭和第一期系列的導演實相寺昭雄和饭岛敏宏（以千束北男名義）也各自撰寫了一集，與製片人助理熊谷健有關係的小山內美江子也在熊谷要求下撰寫一集。第一期系列的主編劇金城哲夫也撰寫了一集。此外，過去曾參與《隱密劍士》和《假面忍者 赤影》，並在播出期間負責《假面騎士》等許多宣弘社和東映作品編劇的伊上勝負責第9和第49話的編劇，石堂也介紹來自松竹的齋藤正夫擔任兩個劇本（第45和第50集）的製作。
在劇中飾演坂田健的岸田森，以朱川審的筆名撰寫第35集引起很大的話題，此外，第34集的故事梗概是由當時的高中生小林晉一郎提供的（劇本是石堂），小林還提供同樣是由人類創造出的植物怪獸的故事梗概，在電影《哥吉拉vs碧奧蘭蒂》中採用。小林表示，由於感到昭和第一期系列與其他作品的風格不同，他於1971年6月提出對作品的建議，並將13個怪獸設計和故事發送給了圓谷製作，最終被採納。此外，新人時期的長坂秀佳負責了一話編劇。
上原最初的劇情構思，是成全著關於鄉和秋子的愛情故事，但由於榊原的中途辭職，故事情節變得混亂。為了讓觀眾抱有期望，他們不得不把坂田兄妹安排成死亡的結局。然而由於坂田兄妹的死亡，而無法描繪郷的私人生活，因此故事後期的結構變得簡單且輕鬆，使得第37和38話變得像最後一話，第51話成為象徵性的結尾。

#### 美術、演員
特攝美術由池谷仙克負責，這是他自《七號》之後再度進行製作，但由於池谷在此時正參與實相寺的ATG電影《曼陀羅》，所以在第12集退出劇組在後來的採訪中，他表示對參與本作品並不積極。退出後，舊相識的特技導演大木淳在第32話中首次擔任主要工作，池谷曾接受了大木的請求，短暫回歸設計了怪獸玛依玛王。
雖然未在片頭出現在名單，但劇中戲服造型主要由開米製作公司負責，部分則由高山良策、東寶特殊美術部和圓谷的造型團隊負責。由東寶特美製作的三個怪獸外觀看起來很堅實，但移動起來很困難，因此開米製作進行了修改，並在日後成為圓谷合作的主要造型製作公司。雖然高山從《七號》開始就一直參與系列，但由於同時也參與《电子分光人》的工作，所以僅參與三個怪獸的製作。
雖然沒有在片頭列出，但本作品的怪獸（外星人）設計除池谷仙克和井口昭彥之外，還由製片助手熊谷健、米谷佳晃、利光貞三和末安正博等人負責。最後一集中出現的百特星人被認為是當時的小學館編輯部團隊設計。
戲服演員方面，最初預定出演超人力霸王的演員為來自新東寶的中岡慎太郎，該者有著健美運動員般的體型，然而，隨著團次郎以鄉秀樹的身份贏得試鏡，由於中岡的體質與團相差太大，與精幹的團隊形象相差太遠，劇組因而改由菊池英一出演。為了默默拒絕這個角色，他提出了「加薪1.5倍」和「要求以MAT成員之一」的身份出現的條件。雖然團隊接受了第一個條件，但第二個條件無法滿足，因為目前MAT成員的所有角色和位置都已完成，但表示團隊承諾會考慮再次現場亮相。最終，他還是能夠接受。雖然菊池在系列中確實有一些小角色，但他覺得超人力霸王這個角色對他來說已經足夠了。
菊池熟練掌握了拳擊、空手等格鬥技巧，因此與出演初代超人力霸王的演員古谷敏相比，他的身材更為健壯，稍微偏向日本人的身材，身高178公尺，以背筋挺直、武術姿勢和動作為特點。與初代超人力霸王關注外星人風格的動作不同，作品中的超人力霸王以表達憤怒和焦慮等情感的人性化動作為特點。在過去的系列中，沒有專門負責怪獸動作的武術指導，而在劇本中也經常寫著「與怪獸（外星人）戰鬥〜以下請多多關照」等內容，因此特技人員和導演都是在摸索中指導，在這部作品中，菊池和扮演許多怪獸的遠矢孝信（菊池的大學後輩）進行協調，幾乎全面負責動作指導。
包括遠矢在內，飾演怪獸服裝演員的是菊池和遠矢孝屬的行動團隊「Japan Fighting Actors（JFA）」的成員。由於時間表沒有重疊，所以菊池也扮演了部分怪獸的角色，值得注意的是，遠矢在此之前已經在同時期的《電子分光人》中飾演角色。有時兩者的時間表會衝突，因此在遠矢回來前，當時的副導演東條昭平也曾代替他擔任怪獸演員。在錄製《歸來》的某個時候，有一次他覺得自己不適合超人力霸王這個角色，但在收到了孩子的粉絲來信，孩子們通常稱他為「東京世田谷的歸來超人力霸王先生」（東京都世田谷區帰っテきたウルテラマン様）成為他飾演的動力，在第2話特效拍攝期間，他所在的水池發生放電事故，菊池險些被電死。
在出演《歸來》期間，菊池每天都吃大蒜醬油和檸檬糖來補充體力。也有一次，他因為吃太多大蒜而胃痛。由於穿著戲服的潛水服服裝不斷出汗，他還吃了很多撒有鹽的新鮮蔬菜。儘管菊池懷疑這種做法會對他的健康造成危害，但他還是經常這樣做。諷刺的是，在《歸來》結束後，一位當地醫生說他的身體被診斷出缺鹽。
當《衛司》開始拍攝時，菊池以身體達到極限為由拒絕飾演衛司的角色。《歸來》完成拍攝後，菊池被允許保留該劇的一些道具作為紀念品，包括原版的超級手鐲。在2002年5月7日參與綜藝節目，菊池透露，他保存的傑克道具的所有紀念品價值約2,110,000日元。

## 登場角色

### 主角
鄉秀樹 （ごう ひでき）
飾演者：团时朗
配音：朱江（香港無線）、黃志成（香港亞視）
本作主角，超人力霸王傑克的變身者，23歲。
他是一名具有正義感，相當勇敢的青年，平時在「坂田汽車修理廠」工作，為了致力成為賽車手的夢想。因而作為修理廠開發的賽車「流星號」的測試駕駛員活躍，喜歡吃大福，愛好彈吉他。居住在淺草台東區。在第1話時，他為了拯救一名被殘暴的怪獸特貢襲擊的小男孩和小狗，因而失去了自己的生命，不過鄉的英勇作為卻被來自M78星雲，擔負保護地球的使命的「超人力霸王」所目擊，超人被鄉的勇气所感動，並為此與其合為一體，鄉也神奇般被賦予了新的生命，在此之後，與超人一體化的鄉決心加入MAT，為人類的自由和幸福而戰。他的頭盔編號是「6」。
自少年時代起，鄉便擁有優秀的運動神經，但在與超人合體後，他的能力得到了增強。在第2集中，他在前輩隊員的測試展現劍道、射擊和柔道的頂尖能力，然而，由於過度自信，他有時也有招致危險的時候，他擁有比普通人更強的超感覺和超視力，使他能夠感知到遠處敵人的聲音，或看到飛行在太空中的物體，但這也經常導致他與其他隊員因判斷事件而產生矛盾。然而，隨著他的人性成長，他逐漸融入團隊，與其他隊員相處融洽。
關於他的家庭，第3話曾提到13歲時，父親在登山事故中死亡。他的母親留在家鄉，鄉來到東京後就夢想著贏得比賽，讓母親過上好日子，但在第33集中，根據他與伊吹隊長的對話，他已經是孤兒，因此可以推測他的母親也已經過世。因此，他也和坂田家視為與家人一樣的關係，他視健為兄長，與秋子是情侶，對待次郎如弟弟一般，即使在加入MAT後，他仍然會在休暇時待在坂田家進行流星2號的設計和製作。
在一生最大的遺憾是莫過於未能及時救回坂田兄妹，及不能陪伴在次郎身邊看到他長大。坂田兄妹死後，他收養了留下的次郎開始同居生活。但在最終話，由於百特星人侵略地球，鄉在協助MAT戰鬥時，駕駛的飛機被怪獸擊中飛機墜落而爆炸了，這導致M.A.T全體成員認為鄉已經殉職而鄉遺留的頭盔敬禮。然而鄉已化身為超人力霸王擊敗了百特星人。最終，他在海灘與次郎和留美子團聚，由於此時的鄉已經與超人的意识「一体化」，最終便以返回故鄉戰鬥為由，向兩人告別，送給留美子一條項鍊和囑咐次郎記住「五大誓言」後離開了地球。後來，他不時於系列中數次登場，回歸地球以協助著後輩。由於他沒有告訴MAT自己的身份，因此在《衛司》第10集中被提及時，鄉被視為在傑頓的戰爭中犧牲的成員。

### MAT
在第22話中，MAT隊長進行途中更替。隊長更替是系列中首次出現的事件。這是因為節目從2季節目延長到4季節目。。
 加藤勝一郎 （かとう かついちろう）
飾演者：塚本信夫
配音：金雷（香港無線）、曾秉輝（香港亞視）
38歲，曾為陸上自衛隊一佐，MAT日本支部的首任隊長。頭盔編號為「1」。
故事開始時受到鄉勇敢的行動和生命力的感動，而推薦他加入MAT。他以性格溫和的態度對待成員，但對任務的責任感十分強烈，同时对違反紀律和命令的行為非常嚴厲。在上級岸田長官的強硬命令面前，他會堅持提出更好的解決方案，並在第3話中獨自前往危險區域進行調查以解決部下之間的對立，表現出外柔內剛、關心部下的領導風範。
他有兒子和兄弟，其兄弟是鐵路公司的總裁，在劇中还出現了他的侄子加藤進，第22話時，他接到地球防卫军命令调往MAT太空站而离职，此後不再登場。
 伊吹龍 （いぶき りゅう）
飾演者：根上淳
配音：劉文光（香港亞視）
45歲，MAT日本支部的第二代隊長。頭盔編號為「1」。
在加藤調往MAT太空站之前，他曾是加藤在MAT紐約總部的上司，後來調往日本支部接替加藤的队长职务。相較於加藤，他的性格稍微情緒化，在執行任務時有時大聲嚴厲，但他實際的性格相當溫和、善良。家中有妻子葉子和女兒美奈子，但因為是MAT領導人，因此常被捲入外星人的陰謀中。在劇中，他似乎有察覺到鄉就是超人力霸王的身份。
作為頂尖的飛行員，他擁有著優異的駕駛能力，在對抗高奇奈茲拉時展現了自己的技術。此外，在《梅比斯》中，也曾被提及「有名的戰鬥機飛行員，憑藉華麗的特技飛行，多次拯救了超人力霸王」的名譽。另一方面，他也十分擅長近戰戰鬥，曾避開了澤蘭星人的光線攻擊並殺死了它，還與等身大小的百特星人進行了肉搏戰。
 南猛 （'）
飾演者：池田駿介
配音：李家輝（香港亞視）
25歲。長野縣人，MAT日本支部的副隊長。擁有柔道5段，擅長使用Mat Gun。頭盔編號為「2」。
他是一位性格開朗，重視團隊合作的男子，和伊吹隊長一樣是盡量平衡地聽取其他成員的意見而採取行動。在故事初期，經常照顧著加入MAT不久的鄉。他不會單方面決定事情，而是試圖平衡聽取其他隊員的意見。據說他小時候曾被稱為「小流氓」，是一個受同儕欺凌的孩子，因此當看到有孩子被被欺負時，則會出面立刻制止霸凌的行為。
在剧中，他还被設定為奧林匹克運動會射擊比賽的金牌獲得者。
岸田文夫  （きしだ ふみお）
飾演者：西田健
配音：呂永林（香港亞視）
25歲，MAT队的兵器開發专家，頭盔編號為「3」。
他是一名射擊高手，曾有著在摩天大樓屋頂上從地面一槍擊殺祖魯星人的壯舉。不過他的自尊心很高，有點性急。儘管他有強烈的正義感和責任感，但有時也會沒有進行充分調查的情況下做出重大決定，例如誤判雙尾獸的卵為石頭等。最初他與鄉在意見和情感上經常相互對立，導致鄉經常因爭執而陷入停職處分，但在第11話中，他得到了郷的幫助，逐漸打開心扉，兩人成為要好的朋友，並開始談論私人事務和玩笑。
他是一名軍人家庭的後代，家中有父母和一個兄弟。然而他的父親曾在第二次世界大战期間為日本陸軍製造毒氣和黃氣，导致得知此事的兄弟自殺。叔叔則是當前MAT的长官，在第44話中，他參與了超靈敏雷達的設計工作，在這個時期他認識了廣田茜並與她墜入愛河，開始考慮結婚，然而這個戀情但最終以悲劇告終。
 上野一平 （うえの いっぺい）
飾演者：三井恒
配音：雷霆（香港亞視）
23歲。年輕，直率又熱情的成員，頭盔編號為「4」。
他在戰鬥的各個時刻都直率地表達情感。雖然為了保衛MAT而不惜生命，但也有一些場合表現出像是情緒化的一面，例如因為口渴而取消巡邏，直接回基地，與南、岸田兩位隊員形成對照。他和同齡人的鄉關係很好，起初對鄉的意見表示不屑一顧，但在後期，他經常保護孤立無援的鄉。此外，他也有相信迷信和占星術的一面。雖說時雖不太穩重，但是其心地善良，並且有堅定的意志和勇氣。
他是一個孤兒，沒有親人，在地底科學權威小泉博士的幫助下加入了MAT，並視對方為父親。在第50話中，他被懷疑是殺害了小泉博士的嫌疑犯，但被鄉等人的協助下證明了清白。小泉博士的女兒千鳥是他的青梅竹馬，稱她為「鳥鳥」。
丘百合子（おか ユリこ）
飾演者：桂木美加
配音： 龍德瓊（香港亞視）
20歲。MAT日本支部唯一的女隊員，頭盔編號為「5」。
她主要在團隊中擔任著通讯和操作員，但在作戰會議上經常提供獨特的優秀觀點，來根據任務的目標提出提示和提議。根據第2話的介紹，她具有四段劍道的實力，在實戰中不會輸給男性隊員，在第38話中，除了鄉以外的全體隊員都被洗腦的情況下，她獨自一人逃出生天，隨後救下了被擒的鄉，二人最後合力使眾人恢復正常。顯示出她的頂尖實力。
在第47話中，當她從費米貢的附身中解脫出來時，她露出與普通女性無異的表情。她的髮型最初為長黑髮，但從第5話開始改成了棕色的短髮。
在第47話中，她的母親也出現了。此外，剧中也設定她有个任职新聞主播的父親，但該角色在劇中並未出現。

### 坂田家
坂田健 （さかた けん）
飾演者：岸田森
配音： 陸頌愚（香港亞視）
年齡28歲，坂田汽車修理廠的老闆，也是坂田兄弟的長兄，在過去，他曾是一名頂尖的賽車手，但在五年前的一場比賽中，當他即將到達終點時發生了意外，導致腳受了傷而終生殘蹟，因而退役了。從那時起他開始使用拐杖並轉行成為技術工人。在故事中，他是鄉最大的支持者，也是他的監護人。喜愛使用煙斗。
他也是被MAT敬重的技術工人，也曾對MAT的所屬車輛進行改良。在系列最初，他完成了原創的賽車「流星號」，但在鄉死亡後，他將其焚毀作為紀念。之後，他與復活的鄉一起開始製作「流星2號」，根據第6話提及，在二戰時期，由於其母親在戰爭時期並未疏散，她帶著還只有三歲的健躲在庭院的防空壕躲避空襲。
在第37話中，他試圖拯救被納克爾星人綁架的秋子，但卻被車輛碾死。在第38話中，他出現在鄉的回憶場景中，在第41話中只有聲音出現。在《大決戰!超人8兄弟》的平行世界中，建以遺照形式客串於坂田汽車修理廠的擺飾。
坂田秋子 （さかた アキ）
飾演者：榊原留美
配音：徐愛貞（香港亞視）
年齡18歲，健的妹妹，一名美麗、善良，可靠的少女。與鄉是被眾人所公認的戀人。她在住家附近的服裝店工作。第1話中曾佩戴著玫瑰花環，當郷一度死亡時，她把花環放在他的遺體上，表達了對他的離別之情。她傾向於喜歡勇敢的男性，如在第37話中，她評價希戈拉斯為「雖然是怪獸，但能拯救女性危急時刻，是值得信賴的對象」。
當鄉復活後，她曾因為鄉進入MAT使他們在一起的時間大大減少而傷心，不過在最後勇敢接受了這一事實。在系列中偶爾會和鄉約會，也經常與鄉和家人們到野外或是觀光景點遊玩，在第5和6話中，她被巨大化的孿生卵引發的坍塌所傷，意識不清，在第26話中，她被牽涉進鋸齒輪的事件，因而在系列經歷了一系列不幸的意外，但在鄉的救助下，最終她逃避了危險，並與鄉的關係更加緊密。
在第37話中，他為給鄉買手錶遭到納克爾星人綁架，在目擊哥哥被撞死之後逃跑，卻在逃離時被車輛拖行，重傷不治，送往醫院時，她告訴郷是外星人的所為逝去，就此香消玉殞而令鄉悲痛欲绝。在第38話中，她與健出現在鄉的回憶場景中。
在《大決戰!超人8兄弟》的平行世界中。她與鄉結婚並繼續經營坂田汽車修理廠，身育唯一的女兒惠，在一場怪獸災難終為了救助民眾而重傷，但在昏迷之際仍不忘鄉的安危。
坂田次郎 （さかた じろう）
飾演者：川口英樹
配音： 譚淑英（香港亞視）
年齡11歲，坂田家里最年轻的弟弟，同時也具備著現代孩子的一面。他尊敬郷如同自己的哥哥一般，因此支持MAT，並夢想著有朝一日能夠加入MAT。平时喜欢搞一些恶作剧，但是十分善良，有時也會捲入幾起怪獸襲擊事件。
在第37話中由於哥哥和姐姐都被杀害而成了孤儿，于是把乡当做了自己的亲哥哥，住在留美子家中。在最終話與次郎作為人質而被百特星人抓走，並間接得知了鄉就是超人力霸王的真實身份，在海灘向鄉發出「五大誓言」後，與留美子一同目送超人力霸王離開地球，在《衛司》第10話與留美子兩人再度客串登場。
在《梅比斯》雖未登場，但被設定為傳達「五大誓言」給芹澤和也的關鍵人物。此外，在《梅比斯》小說版中，他的名字被提及，他被描述為GUYS專科教授，成為航空力學權威，並對GUYS擁有的戰鬥機和流星技術做出了實質貢獻。在《大決戰！超人8兄弟》之前企劃的《梅比斯＆超人兄弟2》中，他曾經預定出現，但在該電影的平行世界中，並沒有確認他的存在。

#### 其他角色
村野留美子 （むらの ルミこ）
飾演者： 岩崎和子
配音：曾秀清（香港亞視）
年齡18歲，是鄉的公寓鄰居，一位相當溫柔又漂亮的女大學生。於第38話首次登場，在得知次郎丧失亲人后將他特地接到家中照顧，並擔當起姊姊的角色。他的父母因為是遠洋航線的船長，當前並不在日本。
他似乎很喜歡鄉，曾經做過與鄉結婚的美夢。在最終話與次郎作為人質而被百特星人抓走，並間接得知了鄉就是超人力霸王的真實身份，最後在海灘與次郎一同目送超人力霸王離開地球，並在《衛司》第10話與次郎兩人再度客串登場。
岸田长官
飾演者： 藤田進
怪兽特别攻击队M.A.T的上部組織「地球防卫厅」长官，同時也是岸田队员的叔父，登場于5、6、14話。它具有命令M.A.T解散的強大權力，因此與M.A.T的作戰理念較為對立，並經常以公眾輿論帶來的影響施加給M.A.T壓力。
佐竹参谋
飾演者：佐原健二
怪兽特别攻击队M.A.T與「地球防卫厅」的参谋，登場于第5、6、11、20、50話，姓名方面，他在在第6話中被稱為佐川參謀，然後在第20集的劇本中被稱為岸田長官（沒有劇中稱號），在第50集的劇本中被稱為副參謀（沒有劇中稱號），並且在本節目和劇本中，只有在第11集中可以確認佐竹參謀的名字。
他協助岸田長官，擔任MAT和地球防衛機構之間的溝通橋樑[99]。他提出了消滅東京怪獸的斯派納作戰計劃，暗示解散MAT，雖然他的角色與岸田長官一樣與現場存在對立，但也有共同行動的場面。
近藤勝
飾演者：石橋雅史
僅在第9話登場，是M.A.T整備班的班長。負責維護戰鬥機。
梶
飾演者：南廣
第18話登場，加藤隊長的大學友人，目前是M.A.T太空站的隊長。最終在宇宙中與隊員們，被来自蟹状星云的浮游生物「宇宙大怪兽贝蒙斯坦」所吞噬而死亡。在地球有一位妻子，原本在意外前的下個月就要分娩了。
佐久間良
飾演者：二瓶秀哉
第33話登場，來自北海道江差的孤兒。出生自一家礦工家庭，幼時父親因礦場崩塌事故，為了逃避追責而到達東京後失聯，母親也因病逝去後則孤身一人的活下去。在一年前於東京流浪時遭到怪獸穆魯奇攻擊時，意外被梅茨星人「金山十郎」所救，自此而將十郎視為自己的父親，並和他住在河岸邊破舊的木屋裡。平時經常在河岸旁拼命地挖洞，原因是只想把當年金山留在地底的飛船挖出來，將來有朝一日能和金山一起回梅茨星去。
然而，最終良則遭到同濟間歧視性的攻擊和虐待，在目睹金山被百姓們殺害後。仍孤身一人試圖將梅茨星人的飛船挖出來。良的悲劇揭露出人性醜陋和恐怖的一面，大大影響鄉保護地球的念頭。
在《超人力霸王梅比斯》的第32話中，良曾以青少年的姿態出現於幼兒園院長明子的記憶裡，根據明子所述，良最終不知何時便不再出現，從此消失無蹤。
水野一郎
飾演者：清水幹生
第34話登場，鄉的小學同學皆朋友，是一位痴迷於研究的古怪生物學家。住在坂田家附近的研究機構。父親是一位才華橫溢的學者，因此他致力於父親構思動植物能共同生活的研究。
最終他將動物與植物合性以後，卻創造出具備動物和植物雙重特性的怪獸「合性怪獸雷奧格」。他試圖響應鄉的勸說，用βLeon波殺死雷奧格。但是由於他無法殺死自己的研究，最終他被雷奧格的常春藤抓住而被吃掉死亡。他去世後，根據遺囑將研究機構開設為「兒童博物館」。
廣田茜
飾演者：茜夕子
第44話登場，真實身份是凱恩塔爾斯星人。來自凱恩塔爾斯星的工作員，接受母星的命令而來到地球，為了破壞MAT隊的高性能雷達而在體內植入了足以炸毀基地的高能量炸藥。在化身為人類女子「廣田茜」的形態過後與岸田隊員結識，然而卻在潛伏期間逐漸被岸田善良的心打動，並愛上了岸田。
最終與MAT一同阻止古拉那達斯，並採取自我犧牲的做法引爆體內的炸彈與古拉那達斯同歸於盡。
小泉千鸟
飾演者：八木孝子
第50話登場，地底權威科學家「小泉博士」的女兒。和上野隊員是青梅竹馬，因為得知「波克王」企圖征服地上的計劃而被作為暗殺計畫的目標。

## 本作登場的超人力霸王

### 超人力霸王傑克
本作登場的超人力霸王戰士，因察覺到怪獸的復興現象，在佐菲的指派下，為了保護地球並對抗甦醒的怪獸和外星入侵者手中而來，並和鄉秀樹合為一體，共同為了地球的和平而戰，他在超人兄弟中排行第四，在外觀上长得像初代超人力霸王，身上也比初代超人力霸王多条红色条纹，颈部颜色也不同。剧中奥特曼的手套是银色的。
- 人間體：鄉秀樹
- 身高：40公尺（可微縮化）
- 體重：35000噸（可微縮化）
- 年齡：17000歲
- 飛行速度：5馬赫
- 行走速度：600Km/h
- 水中速度：180節
- 腕：10萬噸以上，能轻松举起14万吨以上的油轮

在與鄉的關係中，第4話顯示，若鄉受到鍛煉，那麼超人力霸王也會受到鍛煉，此外在第22和第37話中，可以看到即使在變身之後，郷的身心狀態也會傳遞給超人力霸王。相反，郷也會受到超人力霸王受傷的影響，從中期開始，超人力霸王和郷的意識已經一體化了。

### 角色名稱
在本作品中，由於最初的企劃名為遺留問題，一直都只稱呼為「超人力霸王」。因此，在後來的客串和書籍等中，出於區別初代超人力霸王的角色而設置了各種名稱。在《衛司》第14話的旁白以及北斗星司的對話中，稱其為超人力霸王二世（ウルトラマンII世；在《太郎》和《雷歐》的旁白中，則稱其稱為縮寫新超人（新マン）。此外還有直接使用作品名歸來的超人，或簡稱歸來超人（帰マン）、新超人力霸王（新ウルトラマン）的情況。
然而，在1984年上映的電影《超人力霸王ZOFFY 超人戰士VS大怪獸軍團》上映前，當需要各自有專有名詞時，時任圓谷社長圓谷皐設定了「Jack」（ウルトラマンジャック）定案為正式名稱。此後的書籍、相關商品等幾乎都統一使用此名稱，而「II世」和「新超人」被視為別名，在中國播出時，標題為《杰克·奧特曼》。
此後，在電影《超人力霸王物語》和《梅比斯》中，也被稱為「Jack」。由於地球人不知道「Jack」的名字，所以只稱其為超人力霸王。在電影《大決戰！超奧特8兄弟》中，有一個自我戲謔的梗，用於描繪這種稱呼的變遷。傑克這個名稱也是在《太郎》的企劃階段曾使用的名稱，此外，在片岡徹治的漫畫《超人兄弟物語》「超人一族的大叛亂篇」（收錄於第1卷）中出現的超人之父的兄弟的名字也是傑克，但與本作品無直接關係。

### 變身方式
與初代超人力霸王和超人七號不同，傑克並沒有變身道具，是靠意念進行變身。他是歷代「超人力霸王」中少有不使用變身道具的角色。當鄉的生命處於危險之中時，他會自然地變身。當十字形的光輝從天空射向鄉的頭部時，鄉會舉起右手或兩隻手回應，斜向上方揮舞進行變身。這是基本的模式。如果有意識地變身，他通常會舉起右手。中期以後，隨著鄉秀樹的意識和傑克的融合協調度越來越高，鄉秀樹靠自己的意念變身的次數頻率越來越多。
在第51話中，鄉和「超人力霸王」沒有分離就離開了地球，此後在系列的客串中，他完全是根據鄉的意願變身的。在企劃案中，也存在著要採用特定的變身姿勢或使用變身道具的方案。雖然也有拍攝鄉採取變身姿勢後才變成巨大化的場面，但最終卻未能通過審核。

### 必殺技
- 斯派修姆光线（スペシウム光線）

與初代超人力霸王相同的必殺技，在雙手組成十字從右手發射的破壞光線，右手儲蓄斯派修姆負極能量、左手儲蓄斯派修姆正極能量
雙手交彙在一起再一瞬間內發射出去。耗能較少，可連續發射攻擊，有50萬度的高溫以及50萬馬力的破壞力，對大部分的怪獸有著一擊必殺的效果。
- 八分光輪（ウルトラスラッシュ）

傑克將斯派修姆光線能源壓縮形成的鋸齒狀光輪，再投擲出去從而切斷敵人的切割技。
與初代超人力霸王相同的技能，威力能任意調節，瞬間殺傷力可達到斯派修姆光線的數倍。
- 流星飛踢（流星キック）

經常使用的格鬥術之一，踢術的擴展，向前衝刺後時縱身跳上空中，再經過空翻或旋轉後，急速下落或水平飛進地踢向敵人
有時會銜接著其他技能搭配使用，威力能將怪獸踢出500米之外，也能作為擊殺怪獸的決勝技，曾多次給怪獸造成重創。
- 希奈拉瑪射線（シネラマショット）

斯派修姆光線的變形技。的雙手組成L字型後，再從垂直的右腕上發射出的強力破壞光線。
命中範圍相較於斯派修姆光線更大，威力能達到斯派修姆光線的兩倍。
- 超級射線（ウルトラショット）

向前伸直右手、左手水平放於右手臂上，從右手掌指間發射的破壞光線，
設定威力與斯派修姆光線同等以上。在不同的戰役中根據情況使用不同的類型應敵。

#### 道具
- 超級手鐲（ブレスレット）

在第18話中，因應在贝蒙斯坦戰鬥中苦戰，傑克從超人七號那裡獲得的萬能武器。它通常作為手環佩戴在傑克的左手腕上，但會根據腦波反應而變形成各種道具，包括棍狀的刀劍、長槍、迴力鏢、槍等不同形狀的物品，使用時，必須要需要彎曲左肘示範手環，然後用右手拿走它，並將其變形或直接投擲。不過不能同時用於多個用途，第20話描繪了傑克因此而苦惱的情景。有時候它不僅作為武器使用，還能夠展示出其他能力，例如將整個湖蒸發，摧毀整個星球，或者恢復分解的身體。無論使用哪個功能，當它完成任務時，幾乎都會與傑克的意志產生共鳴，回到手中。
在第31話中，超級手鐲曾被泽朗星人控制攻擊傑克，但當泽朗星人被打敗並解除控制時，它又回到了傑克的左手中。在第24話中，當傑克取下超級手鐲後，被攻擊並摔落在地，隨後被他撿起並丟向金士顿。在內山守的漫畫版中，當Bemstar擊中超級手鐲並摔落在地時，傑克非常拼命地尋找它。
超級手鐲被視為超人力霸王持有的最大、最強的武器，在《衛司》第1話、第13話、第26話中，與其他兄弟擺出光線的姿勢相反，超人力霸王取下了超級手鐲，第14話中，當超人4兄弟的必殺技被艾斯殺手搶走時，被搶走力量的是手環。這些場景表明超級手鐲是傑克代表性的技能。不過在之後的系列客串時，如在《衛司》第26集中降落在地球時未裝備手環，在《雷歐》第34集中裝備了太郎手環。
裝備狀態並不一致的原因，但這是因為在本作品拍攝結束時，特技演員菊池獲得了超級手鐲的道具作為紀念，之後就不再使用了，但是手環作為武器的設定本身並沒有改變。在《梅比斯》的電影版中也被使用，並在此後的電影版中每次都被使用。在《銀河傳說 THE MOVIE》中，描繪了其他光之國的宇宙警衛隊隊員也裝備了量產型的超級手鐲。
根據製作部分，由於《歸來的超人》收視率逐漸下降，各種賦能術被設計出來。傑克的主要武器超級手鐲就是其中之一。製作人橋本最初因為偏離了「最終以艱辛戰勝怪獸」的原定主題而感到憤怒，但基於「超人力霸王太弱了」的觀點決定採納。
- 超級火花（ウルトラスパーク）

外形如同小型戰鬥機的武器。可以貫注能源白熱化後地飛向敵人進行切割，
並且會發生月牙狀或箭矢狀的形態變化效果。是超級手鐲變化中使用次數最多的武器。
- 超級長槍（ウルトラランス）

由超級火花伸展出槍刃形成的長槍，可手持進行劍鬥作戰，也可作為投擲武器使用。
在刺穿怪獸的瞬間，會釋放出100萬伏特的電流，從內部打倒怪獸。
- 超級十字槍（ウルトラクロス）

在超級長槍的槍柄頂端變化為十字架的長槍，能都刺穿對手並給予致命一擊。
- 超級盾牌（ウルトラディフェンダー）

特殊盾牌，能將冷凍氣體吸收後反射回去。
- 變光鏡（変光ミラー）

將手鐲變形成圓形的內凹光鏡，能扭曲太陽光線的折射。
- 手鐲伸縮針（ブレスレット）

將手鐲變形成伸縮的針劍式武器進行攻擊。
- 手鐲長鞭（ブレスレット）

手鐲變形成長鞭，能奪下雷德克拉的飛鏢。
- 保護球（バリヤーボール）

把手鐲變形成球狀屏障，將目標保護在屏障內。
曾將被拋到空中的南隊員與少年成功救下。
- 手鐲飛鏢（ブレスレットニード）

將手鐲變形成和超人七號頭鏢相似的飛鏢切割武器
能對敵人切割斬擊。

#### 在其他作品的登場
《超人力霸王衛司》：第1、10（以鄉秀樹樣貌）、13、14、26、27話。
《超人力霸王太郎》：第1、25、33、34（以鄉秀樹樣貌）、40、52話。
《超人力霸王雷歐》：第34（以鄉秀樹樣貌）、38、39話。
《超人力霸王梅比斯》：第45、50話、OV。
《超人力霸王捷德》：第1話
《超人力霸王大河》：第10話「晚霞的戰士」，為本傳第38話《超人之星閃耀之時》的衍生續集。
- 電影

《超人6兄弟VS怪獣軍団》（1979年）
《超人力霸王怪獣大決戦》（1979年）
《超人力霸王ZOFFY 超人戰士VS大怪獣軍団》（1984年）
《超人力霸王物語》（1984年）
《新世紀超人力霸王傳說 》（2002年）
《新世紀2003超人力霸王傳說  THE KING'S JUBILEE》（2003年）
《梦比优斯奥特曼&奥特兄弟》（2006年）
《大決戰!超奧特8兄弟》（2008年）:平行宇宙，鄉和秋子以夫妻身份份一同在機械修理工作坊工作，育有一女「鄉惠」。
《大怪獸格鬥 超銀河傳說 THE MOVIE》（2009年）
《赛罗·奥特曼 THE MOVIE 超决战！贝利亚银河帝国》（2010年）
《超人力霸王傳奇》（2012年）
- 網路劇集

《超級銀河格鬥 新生代英雄》（2019年及2020年）

### 形象設計
美術設計師井口昭彦被認為是超人力霸王傑克的角色設計師，但他本人否認了這一說法。現存的設計畫曾被介紹為池谷仙克的作品，井口在一次採訪中表示認為這是池谷的畫，而池谷本人也否認了這一說法。最初，傑克初始設計的外形與初代超人力霸王類似，但由於商業考慮，當時圓谷製作的營業課長末安正博在設計圖上增加了一些細線條以便於商品化。然而，由於商業上的弱點，製作團隊被迫對設計進行了一些更改，使其與初代超人力霸王有所區別，並重新拍攝了第一集的部分場景。
傑克的設計基本上是按照初代《超人力霸王》的形狀製作，但用雙重線圍繞身體的紅色圖案，頸部到胸前和腰部到膝蓋之間的圖案是其重要特徵。此外，銀色質感也有光澤。中期以後，除了改變了一些紅色部分的線條剪裁，還將頭部後面到背部的鰭變大。
面具取自初代超人力霸王的C型原型，由開米製作和Hill Model Craft製作。在進行商品化註冊的拍攝時，眼睛的安裝角度等有所改變，使得它比初代超人力霸王第一個套裝稍微高瞪眼。眼睛是用熱壓鹽化物製成的，眼睛的背面用透明环氧树脂打點點裝飾以製造凹凸感。眼睛的位置、角度和窺視孔的位置等有多種不同類型。後頭部在節目開始時是紅色塗裝的，但在節目後半段也有被塗成銀色的情況。此外，由於套裝個體之間的差異，大腿的線條割口方式、頸部的線條有許多差異。特別是客串《太郎》的第52話中，因手套從全銀色變成全紅色，加上後頭部的變化，使其呈現出與原版不同的形象。
與初代超人力霸王不同，傑克的設計隱藏了手腳的接縫處，手套和靴子的下擺明顯露出。這是考慮到拍攝時便於穿脫的設計，充分利用《七號》的拍攝經驗。自設計圖起，靴子和手套的拉鍊部分就有紅線。從中期開始，超級手環佩戴在左臂上。當客串《衛司》第26、27集時，為了表現成為銅像的狀態，身上塗了帶閃光的水性塗料，因此最初的套裝認為無法再利用，被切斷而被廢棄。
在客串《太郎》第52集時，手套和靴子都變成了紅色，這是受到新版假面騎士2號的啟發而設計的。此外，《太郎》第33、34集和第52話中，胸部圖案的形狀與本作品第1話拍攝時的NG套裝非常接近。
從1987年春季到夏季，傑克以白領形像出現在明星食品的杯麵廣告中。雖然按設定應是初代超人，但由於紅色衣領和白襯衫形像不搭，因此使用的是項圈為銀色的傑克服裝。
截至2022年，儘管套裝第四季已经更换，但是一件一直使用到最后一話的套裝仍然存在，是當前保存最古老的超人力霸王套裝，該文物在2021年的「庵野秀明展」上展出。

## 本作登場的防衛組織

### MAT
MAT是指怪獣攻撃隊，全稱為（Monster Attack Team），該防衛隊的主要任務是對抗怪獣、調查奇怪事件以及進行對抗侵略者的防禦為目標。是隸屬於聯合國機構的地球防衛局的特殊部隊，總部位於紐約，在世界各地都設有支部，並擁有太空站。其中日本支部的呼號為「MAT J」。
一般市民可以在城市裡看到隊員服並猜測出MAT的活動，孩子們也會聚集在MAT車輛周圍，即使對於沒有直接接觸過隊員的人也會稱呼他們為MAT隊員，因此MAT的活動範圍已經相當開放。
但是與此同時，軍方內部似乎對該防衛隊持弱勢立場，經常面臨來自上層領導和輿論的解散壓力。在下一部作品《衛司》的第10集中，曾提及到MAT的檔案存在。
MAT日本支部的隊員由實動部隊和後方支援部隊（通信和維修人員）組成，採取少數精銳主義，因此隊員數量較少，共由6人組成，此外，實動部隊的頭盔上額部分有編號（1號為隊長）。

#### 日本基地
MAT的日本支部基地位於東京灣海底，內部設有指揮室作為基地中心，包括隊員個人房間、醫院等居住設施、訓練場、機器人存儲庫、維修場、維修場控制室，發射噴射機的發射設施則設置在地面，可通過管道往來。
MAT的指揮室周圍基本布局為長官座位和各種控制室、出入口等平均分配。此外，根據前期、中期和後期分別，前期為第1至第4集，中期為第5至第36集，指揮室以莫斯綠色統一設計，後期則為第37至第51集以白灰色統一設計，儀表和出入口通道等佈局和細節也同時更改。
此外，還有在海岸燈塔和海角崖上偽裝的地面發射口、專門部門（位於東京都中央區神田錦町二丁目虛構地點）的文件管理和行政處理、雷達基地等。
在最後一話中，當隊員們出動時，基地被百特星人突襲，摧毀了原子反應爐，導致日本支部基地的大部分設施失去功能。
此基地的設計由井口昭彦負責，指揮室在東寶工作室的No.1舞台上拍攝了前四話，而從第五話開始在東京電影和東京美術中心進行拍攝。
關聯設施
- MAT太空站

出現於第18話。有人太空站以監視宇宙中的異常情況。武器是激光炮。加藤隊長的好友梶擔任負責人但最終該站被貝姆星人吞噬。重新建造的太空站由加藤隊長接替梶船長擔任負責人。
- 無人觀測站

出現於第29話。為無人觀測系統，每天定時報告船外的大氣成分和氣象狀況給MAT總部。多個觀測站在衛星軌道上運行，其中五號觀測站在定期檢查後被亚德卡利佔領，最終墜落在東京附近並被摧毀。
- 宇宙站V1

出現於第38話。MAT管轄的宇宙站之一，在納克爾星人將超人力霸王帶到克爾星之後，納克爾星人作為威脅摧毀了該站，迫使MAT全面投降。
- MAT雷達基地

出現於第44話。原本計劃建造超遠距離雷達基地，但在建成前不久被格拉納達斯襲擊摧毀。

### 隊員服
實動部隊的隊員服裝以偏向紅色的橙色為基調，胸部有黑色的V字形圖案，設計簡單。僅伊吹隊長的服裝袖子和胸部線條上會加細線。該服裝具有高耐熱、耐寒、耐久性。最初由池谷繪製的設計被廢棄，但後來被用於《火焰人》的SAF隊員服裝，採用了高橋昭彥的設計。
該服裝採用化學纖維製成，據說具有「夏天涼爽，冬天暖和」的設置，但由於不透氣，夏天會很熱，冬天則很薄，因此實際並不適合全年穿著。

### 武器
- MAT頭盔（MATヘルメット）

具有不被怪獸咬碎的強度，配備了完全隔離有害物質如毒氣的防護面罩，並在左側內置高性能通訊器，使用時可以拉出麥克風。用於拍攝的這個頭盔後來被改造成了《火焰人》的SAF頭盔。
- MAT扣（MATバック）

藥品和高性能爆炸物被收納在背面。
- MAT手槍（マットシュート）

全隊成員常時攜帶的萬能手枪，可以通過更換彈藥卡帶發射常規子彈、光線和熱線。雖然沒有足以致命巨型怪獸的力量，但在牽制怪獸或外星人、支援奧特曼等方面發揮了重要作用。作為手槍，它使用無彈殼的子彈，不會自動彈殼。擊敗了澤蘭星人和祖爾星人。最初，熱線槍的使用更為顯眼，但隨後幾乎只使用常規子彈。
拍攝用道具的常規子彈和熱線有所不同，槍口部位的形狀也不同。有些資料將其區分為A型和B型。A型由PULSAR製造，B型由金屬製造。
- MAT槍（マットガン）

帶有吊帶的小型輕便特殊連發槍，與衝鋒槍相當大小，用於對抗怪獸，使用曳光彈。同樣也沒有足以致命巨型怪獸的力量。可以一次發射數百發子彈，反沖力少到連孩子都能掌握。
製作物是將M3衝鋒槍的拍攝用道具塗成銀色，拆下槍管並更換成短而粗的砲管形狀的「槍管」。
- 激光槍SP-70（レーザーガンSP-70）

一種為了破壞怪獸西格拉斯及希蒙斯的角而開發的激光槍。之後，它也被用於對付其他怪獸，它也被用於處理克普克普，但卻成為了金士顿出現的導火索。
- 太空激光槍（スペースレーザーガン）

這是岸田隊員開發的新型激光槍。它被用於處理诺柯奇林，但相反地，它被吸收了能量並變得巨大化了。
- MAT巴祖卡火箭筒（マットバズーカ）

一種地面攻擊主要武器，外觀類似於一般軍事用的火箭筒，可用於市區戰爭和野戰等。主要由岸田隊員使用。在對付雙尾獸的戰鬥中，他使用火箭筒在接近距離內攻擊雙尾獸的眼睛，取得了巨大的成功。在第29集中，火箭筒配備了專用彈P。
- 超級大砲（スーパーカノン）

新型激光槍，具有與原子彈相同的威力，但完全不會釋放任何輻射。它曾經被用來攻擊紅殺手，一度將其擊退，但這只是敵人的陷阱，第二次使用則無效。
- MN炸彈（MN爆弾）

第5、6話中出現，是一種強力炸彈，它的威力超過了普通炸彈，並且在地球防衛局內享有很高的信譽度，但在古墩厚重的裝甲外殼下卻無效。考慮到它可以破壞巨大的古墩蛋，但由於孵化了，因此以後的使用被擱置了。
- 微調器（スパイナー）

在第6話中，這種超高性能炸藥僅在對話中提到，具有小型水爆的威力。地球防衛廳的岸田長官為了消滅格登和雙尾獸而決定在東京都下使用它，但在MAT的建議下，使用被暫停，最終由於目標被擊敗並未使用。同名炸藥在《七號》第28話中也出現過。
- 怪物聲納器（モンスターソナー）

MAT技術局在紐約聯合國總部新開發的怪獸探測器，在第9話中出現。此外，在第21話中，鄉使用幾乎相同的裝置背負著探索業餘無線電發射源的場景。
- 紅外攝像機（赤外線装置付カメラ）

一種特殊裝備，在第19話中使用來探測透明化的薩坦。
- 防磁機裝置（アンチ・マグネチック装置）

一種強力的磁力反彈裝置，在第20話中使用來對抗磁力怪獸磁力頭。
- 通信機

小型高性能通信機，當不穿戴MAT頭盔時使用。在使用時需要伸展天線。
- 土星Z（サターンZ）

MAT開發的專為導彈使用的液化火藥。一滴就可以摧毀一艘油輪，一個煙盒大小的量就可以炸掉富士山。由於其威力是硝酸甘油的6000倍並且不會產生放射性，因此計劃用於建設水壩。它被拿走了，但在被惡用之前，MAT奪回了它。
- X彈

岸田隊員開發的用於航空器的火箭彈，具有摧毀一隻怪獸的威力。它曾被用於攻擊哥斯特隆，但由於鄉隊員誤將定時裝置設定，因此攻擊暫時無法進行。
- MS小型飛彈

在第22集中，紐約MAT隊在垃圾場投下了2枚小型飛彈（僅在對話中提到）。這些飛彈被用於攻擊出現在東京灣15號地的高基尼茲拉。
- 冷凍彈

在第35集中，使用了冷凍彈來對付普里斯魔。它由馬特旋轉翼機發射，並通過支架支撐以噴射冷凍氣體。由於在相當短的時間內噴射了大量的冷凍氣體。
- 自動手槍

在第51集（最後一集）的最後一場戰鬥中，當武器庫被淹沒，無法補充子彈時，伊吹隊長和丘隊員使用了自動手槍。他們使用這些武器與等身大的百特星人進行戰鬥。
- 刀子

在第51集（最後一集）的最後一場戰鬥中，伊吹隊長使用了一把刀子。他將刀子投向等身大的百特星人，但這導致對方變得更加巨大。

### 戰鬥機
| MAT神箭1號 | MAT神箭1號 |
| ---------- | ---------- |
| 全長       | 15公尺     |
| 全幅       | 14公尺     |
| 重量       | 14噸       |
| 最高速度   | 15馬赫     |
| 可載人數   | 2人        |

- MAT神箭1號是MAT的主力垂直起降戰鬥攻擊機，具有高攻擊性。它是一種雙座駕駛艙飛機，駕駛員、攻擊副駕駛員和雷達操作員都可以搭乘，但也可以單人操作。它搭載了水流泵噴射複合型渦輪噴氣發動機。武器裝備有機炮（巴爾幹機槍）和從機體下部發射的导弹，從第13話開始，它還裝備了導彈發射器和從機體下部發射高熱火焰的裝置。此外，它還可以從類似機鼻的皮托管形狀的激光炮發射激光束。它還可以短暫地在水中航行，隊長的飛機機頭上有一條黃色的線。它從主翼放下輪胎降落。後來因為未登場的神箭2號的關係，神箭1號簡稱為「神箭」，在故事中以「神箭1」和「神箭II」的意義稱呼。在第28話中，駕駛艙內部增加了新的儀器。在《梅比斯》中，改進型的「GUYS Arrow MA1型」配屬多架，但在最後一話中，大多數待機的飛機在恩佩拉星人的襲擊中被摧毀。
- 該戰鬥機的設計師是高橋昭彦。
- 共設有微型模型有5架，由FRP製成的，飛行員是由紙黏土製成。

| MAT神箭2號 | MAT神箭2號 |
| ---------- | ---------- |
| 全長       | 14公尺     |
| 全幅       | 13.2公尺   |
| 重量       | 13噸       |
| 最高速度   | 3.8馬赫    |
| 可載人數   | 1人        |

- MAT神箭2號是一個單人駕駛的噴氣戰鬥攻擊機，帶有半圓形的主翼，一個飛行員負責駕駛和攻擊。它內置了垂直起降的雙重反轉式轉子在主翼上，在第1話中與1號和陀螺一起降落在村莊外。它可以橫越太平洋。武器與1號相同，但左右主翼上的激光炮（機關炮）需要代替導彈吊艙外置。它可以飛行到比1號更高的高度，並且可以在成層圈活動，此外該機也是隊長專用機。
- 該戰鬥機的設計師是高橋昭彦。

- 空間箭頭是一架用於與宇宙站交通、無人站點No.5維護、敵方艦隊迎擊等任務的聯絡機。它從一個偽裝成崖壁的門出發，在宇宙空間中迅速飛行。它似乎是基於與神箭1號共同的思想進行開發的，並且據說是通過改進神箭1號的機型而製造的，並且具有攻擊裝備，但詳細信息不明。機上只搭載了一個穿著宇航服的人。它從專用的彈射器起飛，引擎推力高達2萬噸。在第29話中，它在系列中唯一登場是在進行MAT無人觀察站No.5的檢查任務，而在第38話中，由於納克爾星人的干擾電磁波而無法出擊。

| MAT旋翼機 | MAT旋翼機              |
| --------- | ---------------------- |
| 全長      | 13公尺                 |
| 全幅      | 16.4公尺               |
| 重量      | 3噸                    |
| 最高速度  | 1馬赫                  |
| 可載人數  | 2人（最多收留人數5人） |

- MAT旋翼機是一種採用倾转旋翼机設計的多用途機，其機身左右兩側配有大型旋翼和後部小型旋翼，它從半圓形圓頂中升空並出擊。雖然是雙座式的，但經常有一個人負責駕駛和攻擊。該機身由特殊鋼材製成，可以承受各種化學品和高溫。它可以穩定地懸停和低速飛行，但不適合長距離任務，但在攻擊時非常有利。它的內部存儲庫可以隨時攜帶吉普等小型車輛，並在機外拖曳物資和車輛進行運輸。

在出動多架飛機時，它們被稱為「Gyro A」和「Gyro B」，按字母順序編號。它的武裝包括加特林機槍和火箭彈架。此外，它還活躍在部署特殊彈藥，如納波姆彈、噴霧塗料、滅火劑、冷凍彈。它曾經發射激光炮。緊急逃生是從機身下部進行。在第30話中，該機的駕駛艙內部裝備了新的計算器。在第9話中，還出現了機身旁有黃線的隊長機。
- 該機的設計由高橋昭彥負責，最初它被描繪為一架直升機。模型包括4架由巴爾薩製成的迷你型。機身左右的旋翼是由聚酯樹脂製成的，螺旋槳上裝有電機。後部旋翼則通過在圓盤狀的聚氯乙烯上加上條紋來表現旋轉狀態。

### 車輛、其他
- MAT車

一種特種搜索車，主要用於巡邏、緊急情況作戰。 特殊塗層為白底，帶紅色條紋，後面加上坂田健設計的高速儀表（後板），大大提高了其性能，在第32話中，用於隱藏行動的偽裝塗料。 運載設備、高性能通信設備、檢測設備等設備。車體上的30型火焰發射器是日本特快列車的警示燈。實用的車座是馬自達Cosmo的後期型號L10B，已經過翻新。在設計過程中，有多項設計方案未被採納，其中一項是後來發展起來的，類似於《三重战士》中的「SAT汽車」。
- MAT吉普車

由於MAT車不適合在不平整的地面上行駛或在野外作戰，因此從第6話開始使用的吉普車。具有出色的機動力，在對抗怪獸時通常使用兩輛車同時行動，也會裝備各種特殊裝備。該車基於1961〜68年式的三菱吉普車設計，但配備了MAT-101和MAT-102的專用車牌。
- 特殊輸送車

僅在第37話中出現。用於運輸武器土星Z的大型車輛。具有堅固的裝甲，由運輸小隊成員駕駛。車牌號碼為「MAT-4」。
- 特殊熱線砲車

僅在第17話中出現的六輪車。從其頂部裝備的巨型火砲發射的熱線，將特羅奇魯斯在東京市中心的建築物群中製造的巢穴焚燒，而不使用毒氣。由MAT旋翼機用線纜吊掛並運送到現場。
- MAT潛航艇

一款直接進出海底基地的小型特殊潛航艇。雖然航程較短，但可用於對抗水下潛伏的怪獸的攻擊和搜索任務。其中一人負責駕駛，另一人負責聲納和發射Z彈的開關。共配備了1號和2號兩架，武器裝備有2枚Z彈魚雷和導彈。僅出現在第2話和第16話中。其縮小版後來被重用於《鏡子超人》第20話中的太平洋號。

## 放映資料
| 集數 | 標題                                                           | 登場怪獣・宇宙人・超人力霸王                                      | 脚本                         | 監督       | 特殊技術   | 播映日        | 收視率 |
| ---- | -------------------------------------------------------------- | ----------------------------------------------------------------- | ---------------------------- | ---------- | ---------- | ------------- | ------ |
| 1    | 怪獣総進撃 （怪獸总攻击）                                      | ザザーン タッコング アーストロン                                  | 上原正三                     | 本多猪四郎 | 高野宏一   | 1971年 4月2日 | 26.4%  |
| 2    | タッコング大逆襲 （特貢大反击）                                | タッコング                                                        | 上原正三                     | 本多猪四郎 | 高野宏一   | 4月9日        | 25.1%  |
| 3    | 恐怖の怪獣魔境 （恐怖的怪獸境地）                              | サドラ デットン                                                   | 上原正三                     | 筧正典     | 高野宏一   | 4月16日       | 22.6%  |
| 4    | 必殺！流星キック （必殺！流星飞驰）                            | キングザウルス三世                                                | 上原正三                     | 筧正典     | 高野宏一   | 4月23日       | 19.8%  |
| 5    | 二大怪獣 東京を襲撃 （兩大怪獸袭击東京）                       | グドン ツインテール                                               | 上原正三                     | 富田義治   | 高野宏一   | 4月30日       | 21.1%  |
| 6    | 決戦！怪獣対マット （決戰！MAT对怪兽）                         | グドン ツインテール                                               | 上原正三                     | 富田義治   | 高野宏一   | 5月7日        | 19.4%  |
| 7    | 怪獣レインボー作戦 （与幻影怪獸之戦）                          | ゴルバゴス                                                        | 上原正三                     | 本多猪四郎 | 高野宏一   | 5月14日       | 17.8%  |
| 8    | 怪獣時限爆弾 （怪獣！定时炸弹）                                | ゴーストロン                                                      | 田口成光                     | 筧正典     | 高野宏一   | 5月21日       | 16.4%  |
| 9    | 怪獣島SOS （怪兽岛，救命！）                                   | ダンガー                                                          | 伊上勝                       | 本多猪四郎 | 高野宏一   | 5月28日       | 19.2%  |
| 10   | 恐竜爆破指令 （恐龍爆破指令）                                  | ステゴン                                                          | 上原正三                     | 筧正典     | 高野宏一   | 6月4日        | 20.1%  |
| 11   | 毒ガス怪獣出現 （毒氣怪獸登场）                                | モグネズン                                                        | 金城哲夫                     | 鍛冶昇     | 高野宏一   | 6月11日       | 18.5%  |
| 12   | 怪獣シュガロンの復讐 （怪兽修格罗的复仇）                      | シュガロン                                                        | 上原正三                     | 鍛冶昇     | 高野宏一   | 6月18日       | 17.5%  |
| 13   | 津波怪獣の恐怖 東京大ピンチ！ （海嘯怪獸的恐怖）               | シーモンス シーゴラス                                             | 上原正三                     | 富田義治   | 佐川和夫   | 6月25日       | 18.8%  |
| 14   | 二大怪獣の恐怖 東京大龍巻 （两大怪獸的恐怖——東京巨大龙卷风！） | シーモンス シーゴラス                                             | 上原正三                     | 富田義治   | 佐川和夫   | 7月2日        | 18.4%  |
| 15   | 怪獣少年の復讐 （怪獸少年的復仇）                              | エレドータス                                                      | 田口成光                     | 山際永三   | 高野宏一   | 7月9日        | 14.3%  |
| 16   | 大怪鳥テロチルスの謎 （大怪鳥泰罗切斯之謎）                    | テロチルス                                                        | 上原正三                     | 山際永三   | 高野宏一   | 7月16日       | 15.0%  |
| 17   | 怪鳥テロチルス 東京大空爆 （怪鳥泰罗切斯 東京大空袭）          | テロチルス                                                        | 上原正三                     | 山際永三   | 高野宏一   | 7月23日       | 17.3%  |
| 18   | ウルトラセブン参上！ （超人七號又来了）                        | ベムスター 超人七號                                               | 市川森一                     | 鍛冶昇     | 佐川和夫   | 8月6日        | 16.0%  |
| 19   | 宇宙から来た透明大怪獣 （来自宇宙的透明怪獸）                  | サータン                                                          | 上原正三                     | 鍛冶昇     | 佐川和夫   | 8月13日       | 16.9%  |
| 20   | 怪獣は宇宙の流れ星 （磁力怪兽）                                | マグネドン                                                        | 石堂淑朗                     | 筧正典     | 高野宏一   | 8月20日       | 18.8%  |
| 21   | 怪獣チャンネル （頻道怪兽）                                    | ビーコン                                                          | 市川森一                     | 筧正典     | 高野宏一   | 8月27日       | 17.3%  |
| 22   | この怪獣は俺が殺る （把怪獸交给我）                            | ゴキネズラ                                                        | 市川森一                     | 山際永三   | 佐川和夫   | 9月3日        | 18.8%  |
| 23   | 暗黒怪獣 星を吐け！ （黑暗怪獸吞星星）                         | ザニカ バキューモン                                               | 石堂淑朗                     | 山際永三   | 佐川和夫   | 9月10日       | 23.4%  |
| 24   | 戦慄！マンション怪獣誕生 （恐怖！公寓怪獸的誕生）              | キングストロン クプクプ                                           | 上原正三                     | 富田義治   | 大木淳     | 9月17日       | 24.0%  |
| 25   | ふるさと 地球を去る （離開故鄉）                               | ザゴラス                                                          | 市川森一                     | 富田義治   | 大木淳     | 9月24日       | 21.4%  |
| 26   | 怪奇！殺人甲虫事件 （奇怪！殺人甲蟲事件）                      | ノコギリン                                                        | 上原正三                     | 筧正典     | 高野宏一   | 10月1日       | 25.2%  |
| 27   | この一発で地獄へ行け！ （致命一擊）                            | グロンケン                                                        | 市川森一                     | 筧正典     | 高野宏一   | 10月8日       | 26.1%  |
| 28   | ウルトラ特攻大作戦 （超级战略行动）                            | バリケーン                                                        | 実相寺昭雄                   | 山際永三   | 佐川和夫   | 10月15日      | 23.5%  |
| 29   | 次郎くん 怪獣に乗る （次郎騎上怪獸）                           | ヤドカリン                                                        | 田口成光                     | 山際永三   | 佐川和夫   | 10月22日      | 23.2%  |
| 30   | 呪いの骨神 オクスター （诅咒骨神——奥古斯特）                   | オクスター                                                        | 石堂淑朗                     | 真船禎     | 高野宏一   | 10月29日      | 23.9%  |
| 31   | 悪魔と天使の間に.... （恶魔与天使）                            | プルーマ ゼラン星人                                               | 市川森一                     | 真船禎     | 高野宏一   | 11月5日       | 25.1%  |
| 32   | 落日の決闘 （夕阳下的决战）                                    | キングマイマイ（幼虫・成虫）                                      | 千束北男                     | 大木淳     | 大木淳     | 11月12日      | 23.4%  |
| 33   | 怪獣使いと少年 （怪獸使者和少年）                              | ムルチ メイツ星人                                                 | 上原正三                     | 東條昭平   | 大木淳     | 11月19日      | 24.0%  |
| 34   | 許されざるいのち （不可饶恕的生命）                            | レオゴン                                                          | 石堂淑朗 小林晋一郎 （素案） | 山際永三   | 佐川和夫   | 11月26日      | 24.6%  |
| 35   | 残酷！光怪獣プリズ魔 （殘酷！光怪獸 普利茨墨）                 | プリズ魔                                                          | 朱川審                       | 山際永三   | 佐川和夫   | 12月3日       | 20.9%  |
| 36   | 夜を蹴ちらせ （驱不散的夜晚）                                  | ドラキュラス                                                      | 石堂淑朗                     | 筧正典     | 佐川和夫   | 12月10日      | 23.9%  |
| 37   | ウルトラマン 夕陽に死す （超人力霸王在夕陽下死去）             | ナックル星人 ブラックキング ベムスター（再生） シーゴラス（再生） | 上原正三                     | 富田義治   | 大木淳     | 12月17日      | 27.5%  |
| 38   | ウルトラの星 光る時 （奥特曼之星閃耀之時）                     | ナックル星人 ブラックキング 初代超人力霸王 超人七號               | 上原正三                     | 富田義治   | 大木淳     | 12月24日      | 29.0%  |
| 39   | 冬の怪奇シリーズ-20世紀の雪男 （二十世纪的冰雪男孩）           | バルダック星人                                                    | 田口成光                     | 筧正典     | 真野田陽一 | 1972年 1月7日 | 27.4%  |
| 40   | 冬の怪奇シリーズ まぼろしの雪女 （虛幻的冰雪女孩）             | スノーゴン ブラック星人                                           | 石堂淑朗                     | 筧正典     | 真野田陽一 | 1月14日       | 28.2%  |
| 41   | バルタン星人Jrの復讐 （小巴尔坦星人的报复）                    | ビルガモ バルタン星人Jr.                                          | 長坂秀佳                     | 佐伯孚治   | 佐川和夫   | 1月21日       | 28.2%  |
| 42   | 富士に立つ怪獣 （矗立在富士山上的怪兽）                        | パラゴン ストラ星人                                               | 石堂淑朗                     | 佐伯孚治   | 佐川和夫   | 1月28日       | 28.1%  |
| 43   | 魔神 月に咆える （魔鬼在月球上咆哮）                           | コダイゴン グロテス星人                                           | 石堂淑朗                     | 筧正典     | 真野田陽一 | 2月4日        | 26.6%  |
| 44   | 星空に愛をこめて （把爱献给星空）                              | グラナダス ケンタウルス星人                                       | 田口成光                     | 筧正典     | 真野田陽一 | 2月11日       | 29.1%  |
| 45   | 郷秀樹を暗殺せよ！ （暗殺鄉秀樹）                              | メシエ星雲人 ロボネズ 白鳥座61番星人エリカ                        | 斎藤正夫                     | 鍛冶昇     | 佐川和夫   | 2月18日       | 26.5%  |
| 46   | この一撃に怒りをこめて （愤怒的一击）                          | レッドキラー ズール星人                                           | 田口成光                     | 鍛冶昇     | 佐川和夫   | 2月25日       | 27.9%  |
| 47   | 狙われた女 （被盯哨的女人）                                    | フェミゴン                                                        | 石堂淑朗                     | 佐伯孚治   | 真野田陽一 | 3月3日        | 25.6%  |
| 48   | 地球頂きます！ （夺取地球）                                    | ヤメタランス ササヒラー                                           | 小山内美江子                 | 佐伯孚治   | 真野田陽一 | 3月10日       | 25.2%  |
| 49   | 宇宙戦士 その名はMAT （宇宙勇士就是MAT）                       | ミステラー星人（善・悪） アテリア星（名前のみ）                   | 伊上勝                       | 松林宗恵   | 真野田陽一 | 3月17日       | 25.2%  |
| 50   | 地獄からの誘い （来自地狱的邀请）                              | キング・ボックル                                                  | 斎藤正夫                     | 松林宗恵   | 真野田陽一 | 3月24日       | 26.0%  |
| 51   | ウルトラ5つの誓い （五大誓言）                                 | ゼットン（2代目） バット星人 初代超人力霸王（聲演）               | 上原正三                     | 本多猪四郎 | 真野田陽一 | 3月31日       | 29.5%  |

## 製作團隊
- 製作人-円谷一、斎藤進、橋本洋二（TBS）
- 助理製作人-熊谷健
- 企劃-滿田穧，田口成光、
- 編劇-上原正三、田口成光、伊上勝、金城哲夫、市川森一、石堂淑朗、実相寺昭雄、千束北男、朱川審、長坂秀佳、斉藤正夫、小山内美江子
- 導演（本編） - 本多豬四郎、筧正典、冨田義治、鍛冶昇、山際永三、真船禎、大木淳、東條昭平、佐伯孚治、松林宗恵
- 導演（特撮）-高野宏一、佐川和夫、大木淳、真野田陽一
- 音樂-冬木透
- 主題曲-椙山浩一
- 攝影（本篇）-鈴木清、佐川和夫、永井仙吉
- 攝影（特撮）-鈴木清、佐川和夫、佐藤貞夫、唐沢登喜麿
- 燈光（本編）-森本正邦、大山次郎、小林哲也、小池一三
- 燈光（特撮）-小池一三、大口良雄、原文良、森本正邦
- 美術（本編）-育野重一、栗山吉正、安田邦宣
- 美術（特撮）-池谷仙克、高橋昭彦、鈴木儀雄、大沢哲三、青木利郎
- 光学撮影 -中野稔
- 光學作畫-飯塚定雄
- 操演-塚本貞重、小川昭二、白熊栄次、小笠原亀
- 編集-柳川義博、小林熙昌
- 助理導演（本編） -東條昭平、宮坂清彦、岡村精
- 助理導演（特撮）-吉村善之、田渕吉男、布施修、常葉武
- 效果-東宝効果集団、小森護雄
- 錄音-キヌタ・ラボラトリー、セントラル録音
- 開發-東京現像所
- 製作-TBS、圓谷製作

## 音樂
本作BGM是繼前作《七號》之後，再次由冬木透作曲的作品。與《七號》相比，曲目結構中描寫宇宙和異次元空間的音樂減少了，聚焦在人物、兒童場景和心理描寫的音樂比例增加了。其中，男聲合唱的歌曲（M-3），在MAT出擊和攻擊場景中被廣泛使用，因其流行而被稱為「萬達巴」，並給觀眾留下了與主題曲同等甚至更強烈的印象。因此，以「萬達巴」為基礎的曲目在之後的作品中也被廣泛使用。同樣由冬木透作曲的《七號》插入歌曲「ULTRA SEVEN」中也可以看到「Wandaba」的萌芽。
前述的冬木版主題曲，僅包含描述超人力霸王優勢戰鬥的勇敢樂曲的旋律（M-13），被用作主要BGM各曲的主題。主要使用冬木在本作之前創作的曲目作為背景音樂。本作品中也大量使用了從《七號》的BGM流用的音樂，但冬木自己選擇了所有的BGM，並注意不要直接將《七號》的作品世界帶入其中。
由於主題曲和劇中的BGM由不同的作曲家製作，因此在劇中使用主題曲或其旋律的場面比較少，但在劇中的重要場景中會使用它們。

### 主題曲
這個作品開始採用了由不同作曲家負責主題曲和背景音乐的分工製度。主題曲和插曲的作曲由椙山浩一負責。由團次郎演唱的原版歌曲包括《歸來的超人》和《MAT隊之歌》，日本哥倫比亞唱片公司（EP唱片）和朝日索諾拉瑪持有原盤權並發行。其他競爭唱片公司則錄製了翻唱版本。
歌曲的翻唱版本包括子門真人·Young Fresh共同演出和單獨演出兩種（以上由JVC->JVC建伍胜利娱乐）、美積士（國王唱片）、藤井健 & The Breathing Four（CBS Sony）、若子内悦郎（EMI音樂日本）、外山浩爾（ゼール音樂事務所製作，朝日索諾拉瑪再版）、山形忠顕（帝國娛樂）、三鷹淳（日本古倫美亞）。此外，有些翻唱版本（例如三鷹版、若子內版、山形版等）僅使用了原始音源的卡拉OK部分。在《雷歐》第34集中，使用了外山浩爾的翻唱版本。
「帰ってきたウルトラマン」（歸來的超人）
作詞：東京一 / 作曲：椙山浩一 / 歌：团时朗、みすず児童合唱団
「戦え！ウルトラマン」（戰鬥吧！超人力霸王，開場棄案）
作詞：東京一 / 作曲：椙山浩一 / 歌：团时朗、みすず児童合唱団
作為主題歌入圍最終選拔但落選的《戦え！ウルトラマン》，在電視版和完整版均採用了立體聲錄音。作曲家椙山喜歡構思復雜的《戰鬥吧！》，但因為是兒童節目，所以認為「易懂的旋律更好」，並選擇了《歸來的超人》作為主題曲。當椙山在家庭劇場的《超級情報局》中亮相時，他使用了《戰鬥吧！》作為開場，作為未能實現的幻影開場影片播出。此外，冬木透擔任BGM製作人，他創作了與《戰鬥吧！》相同歌詞的主題曲候選曲，但未能錄製。然而，這個旋律仍被用作BGM。該旋律所演唱的歌曲於1992年由水木一郎演唱，以《歸來的超人！ 》為曲名發布。
經過旋律的改編，自2014年起，福島縣須賀川市的防災行政無線電播放著該旋律鈴聲，每天下午5點30分播映，超人力霸王將音源交給市長的典禮活動也在1月14日舉行。

#### 相關歌曲
「MATチームの歌」
作詞：東京一 / 作曲：椙山浩一 / 歌：团时朗、みすず児童合唱団
「怪獣音頭」
作詞：東京一 / 作曲：椙山浩一 / 歌：团时朗、みすず児童合唱団
The Mops「朝まで待てない」（第7話）
The Golden Cups「銀色のグラス」（第16話）
PYG「花・太陽・雨」（第34話）
佩吉·葉山「南国土佐を後にして」（第43話）
漂流者「誰かさんと誰かさん」，「ドリフのおこさ節」（第48及49話）

## 文化影響
- 2006年，為響應超人力霸王系列40週年，推出了角色人氣投票。根據Oricon的名單，根據投票者總數，傑克排在第五位。[40]他在女性選民中排名第九，在男性選民中排名第五。五年後在成立45週年之際，傑克在2013年排名第13位及第15位。[41][42]
- 動畫師/導演庵野秀明提到《歸來的超人》是他最喜歡的五部特攝節目之一。1983年在讀大學生期間，他執導了一部同人電影，名為《DAICON FILM版 歸來的超人：MAT神箭1號出發命令》，由他飾演超人力霸王傑克。
- 在《青之炎》的真人版改編中，描繪了島本和彥和其他三位漫畫家的生活，事實上，他的一個朋友就是庵野本人。在第 11 集中，一行人去了當地的一家澡堂，英明在那裡提到七號曾被西裝演員菊池英一飾演，後者後來成為超人力霸王傑克的戲服演員。
- 傑克的超級長槍在騎士龍戰隊龍裝者第34話以團時朗飾演的龍裝族長老發射的書信箭出現，而頭巾上的文字《帰ってきた》更顯明出曾經主演的作品。

## 外部連結
- 帰ってきたウルトラマン | ファミリー劇場 （页面存档备份，存于）
- 帰ってきたウルトラマン デジタルリマスター版【セレクト】 （页面存档备份，存于）